# Alicia González
Alicia González Blanco (Viella, 27 maggio 1995) è una ciclista su strada e ciclocrossista spagnola che corre per il team St Michel-Preference Home-Auber93. È attiva in formazioni UCI dal 2014.

## Palmarès

### Strada
- 2013 (Juniores)

Campionati spagnoli, Prova a cronometro Junior
Campionati spagnoli, Prova in linea Junior

### Cross
- 2016-2017

Campionati spagnoli, Elite

## Piazzamenti

### Grandi Giri
- Giro d'Italia

2016: 64ª

### Competizioni mondiali
- Campionati del mondo su strada

Valkenburg 2012 - In linea Junior: 60ª
Toscana 2013 - Cronometro Junior: 45ª
Toscana 2013 - In linea Junior: 30ª
Doha 2016 - In linea Elite: 65ª
Bergen 2017 - In linea Elite: ritirata
Innsbruck 2018 - In linea Elite: ritirata
Yorkshire 2019 - In linea Elite: ritirata
Imola 2020 - In linea Elite: 97ª
- Campionati del mondo di ciclocross

Heusden-Zolder 2016 - Under-23: 16ª
Bieles 2017 - Under-23: 22ª

### Competizioni continentali
- Campionati europei su strada

Goes 2012 - In linea Junior: 10ª
Olomouc 2013 - Cronometro Junior: 26ª
Olomouc 2013 - In linea Junior: 25ª
Nyon 2014 - In linea Under-23: 11ª
Tartu 2015 - In linea Under-23: 39ª
Plumelec 2016 - In linea Elite: ritirata
Herning 2017 - In linea Under-23: 7ª
Glasgow 2018 - In linea Elite: 62ª
Alkmaar 2019 - In linea Elite: 58ª
Plouay 2020 - In linea Elite: 28ª
Drenthe 2023 - In linea Elite: 40ª
- Campionati europei di ciclocross

Huijbergen 2015 - Under-23: 24ª
Pontchâteau 2016 - Under-23: 15ª